# Graignes-Mesnil-Angot

Graignes-Mesnil-Angot este o comună în departamentul Manche, Franța. În 1 ianuarie 2022 avea o populație de 800 de locuitori.